# ساموئل سانچز
ساموئل سانچز (اسپانیایی: Samuel Sánchez‎؛ زادهٔ ۵ فوریهٔ ۱۹۷۸) یک دوچرخه‌سوار اهل اسپانیا است.
از باشگاه‌هایی که در آن رکاب زده‌است می‌توان به تیم بی‌ام‌سی اشاره کرد. وی در مسابقات بین‌المللی در مجموع برندهٔ ۱ مدال طلا شده‌است.